# Emergência hipertensiva
Emergência hipertensiva, anteriormente designada por hipertensão maligna, é uma emergência médica grave de aparecimento súbito geralmente associado a pressões sistólica superiores a 180 mm Hg e diastólicas superiores a 120 mm Hg causando comprometimento de outros órgãos. Frequentemente, compromete o sistema nervoso central, coração, pulmões e rins. 
Não confundir com urgência hipertensiva, outro tipo de crise hipertensiva, mas que não gera comprometimento de outros órgãos e pode ser tratada em casa com medicação oral.

## Causas

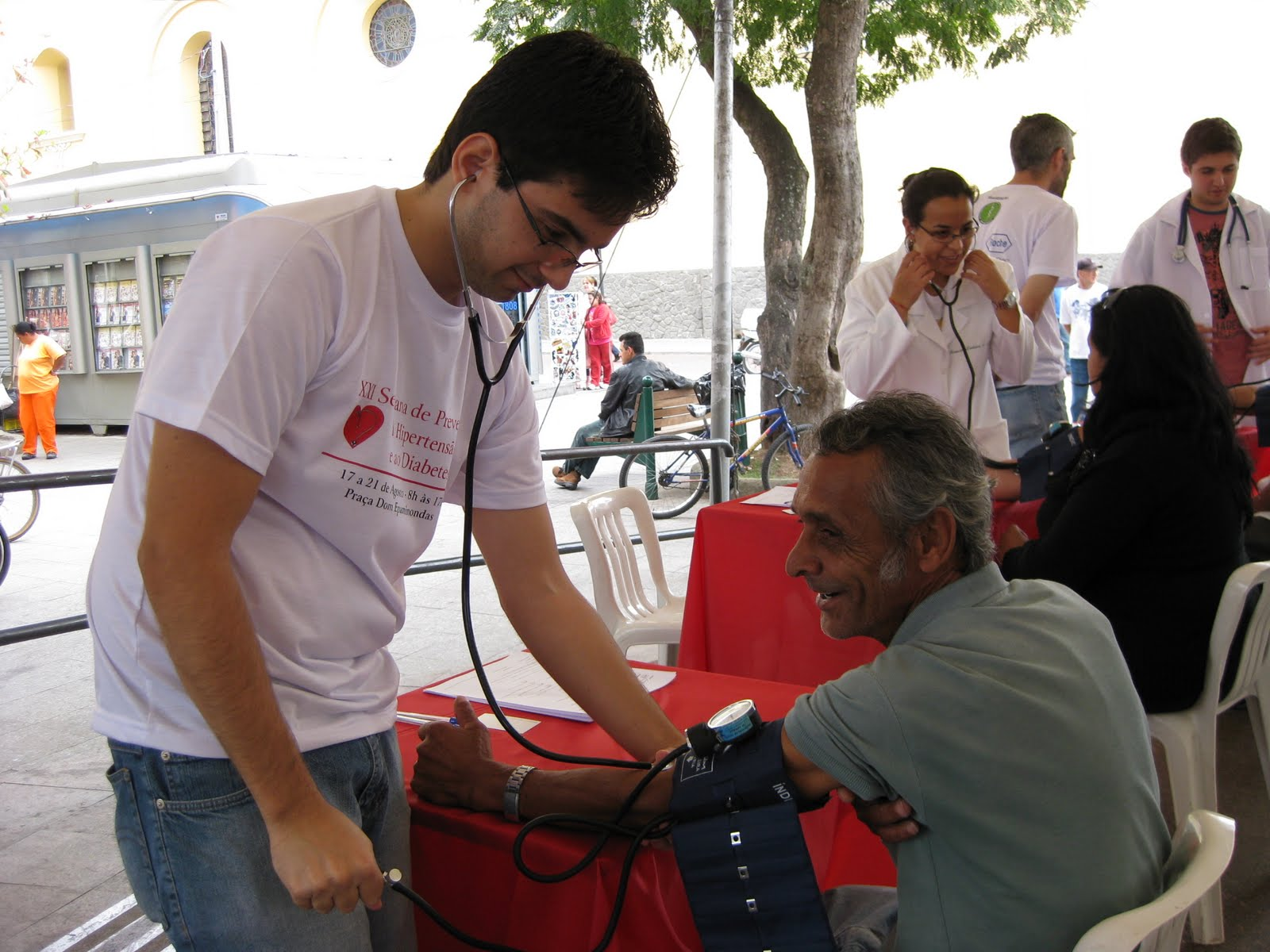
Medir frequentemente a pressão arterial é importante para diagnosticar as crises hipertensivas, pois é comum que não tenham sintomas.

Cerca de 26% da população adulta mundial é hipertensa. Destes, entre 1% e 2% dos pacientes com hipertensão arterial crônica desenvolvem, em algum momento, um quadro de urgência hipertensiva ou emergência hipertensiva. Estas condições afetam mais homens que mulheres.  Apesar de 71,6% dos hipertensos fazerem tratamento específico para a condição, apenas 46,5% mantêm a pressão arterial bem controlada.
Sendo assim, a principal causa das crises hipertensivas é a suspensão brusca de medicamentos anti-hipertensivos como clonidina ou betabloqueadores (propanolol, atenolol, carvedilol...). Outra causa é o uso de drogas vasoconstritoras como cocaína, metanfetaminas, anfetaminas e fenciclidina.
Danos aos órgãos associados à emergência hipertensiva podem incluir:
- Encefalopatia hipertensiva: Mudanças no estado mental, declínio cognitivo e confusão mental
- Derrame cerebral (AVC)
- Insuficiência cardíaca congestiva com edema pulmonar agudo
- Síndrome coronária aguda (Infarto do miocárdio ou angina instável)
- Dissecção aórtica
- Eclampsia e pré-eclampsia: hipertensão durante a gravidez
- Insuficiência renal aguda
- Anemia hemolítica
- Traumatismo cranioencefálico ou medular
- Cirurgia arterial com suturas
- Feocromocitoma e outros aumentos de catecolaminas

## Sinais e sintomas

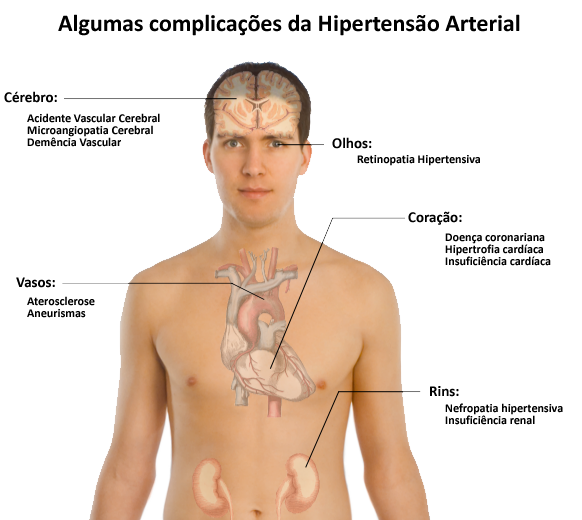
Complicações da hipertensão arterial

Na maioria das vezes não há sintomas específicos da hipertensão. Entre os sinais e sintomas mais comuns estão:
- Dor no peito (27%)
- Dificuldade para respirar (21%)
- Declínio cognitivo (20%)
- Náusea (10%)
- Formigamento (8%)
- Dor de cabeça (3%)

## Diagnóstico
Em pacientes com pressão sanguínea muito elevada é essencial diferenciar a emergência hipertensiva (que deve ser imediatamente tratada no hospital) da urgência hipertensiva (que pode ser tratada em casa). Deve-se fazer uma avaliação dos antecedentes relacionados à hipertensão, medicações usadas, doenças cardiovasculares conhecidas, consumo de drogas e dos sinais e sintomas que o acompanham.
O exame físico inicial deve incluir:
- Auscultação cardíaca e das principais artérias para buscar ingurgitações, terceiros ruídos ou sopros;
- Monitorização ambulatorial de pressão arterial (MAPA);
- Exame de fundo de olho para buscar edema de papila, exsudato ou sangramento;
- Exame neurológico da função cognitiva

Os exames complementares devem incluir:
- Hemograma e ionograma;
- Exame de função renal;
- Radiografia de tórax;
- Eletroencefalograma (se possui sintomas neurológicos)

## Tratamento

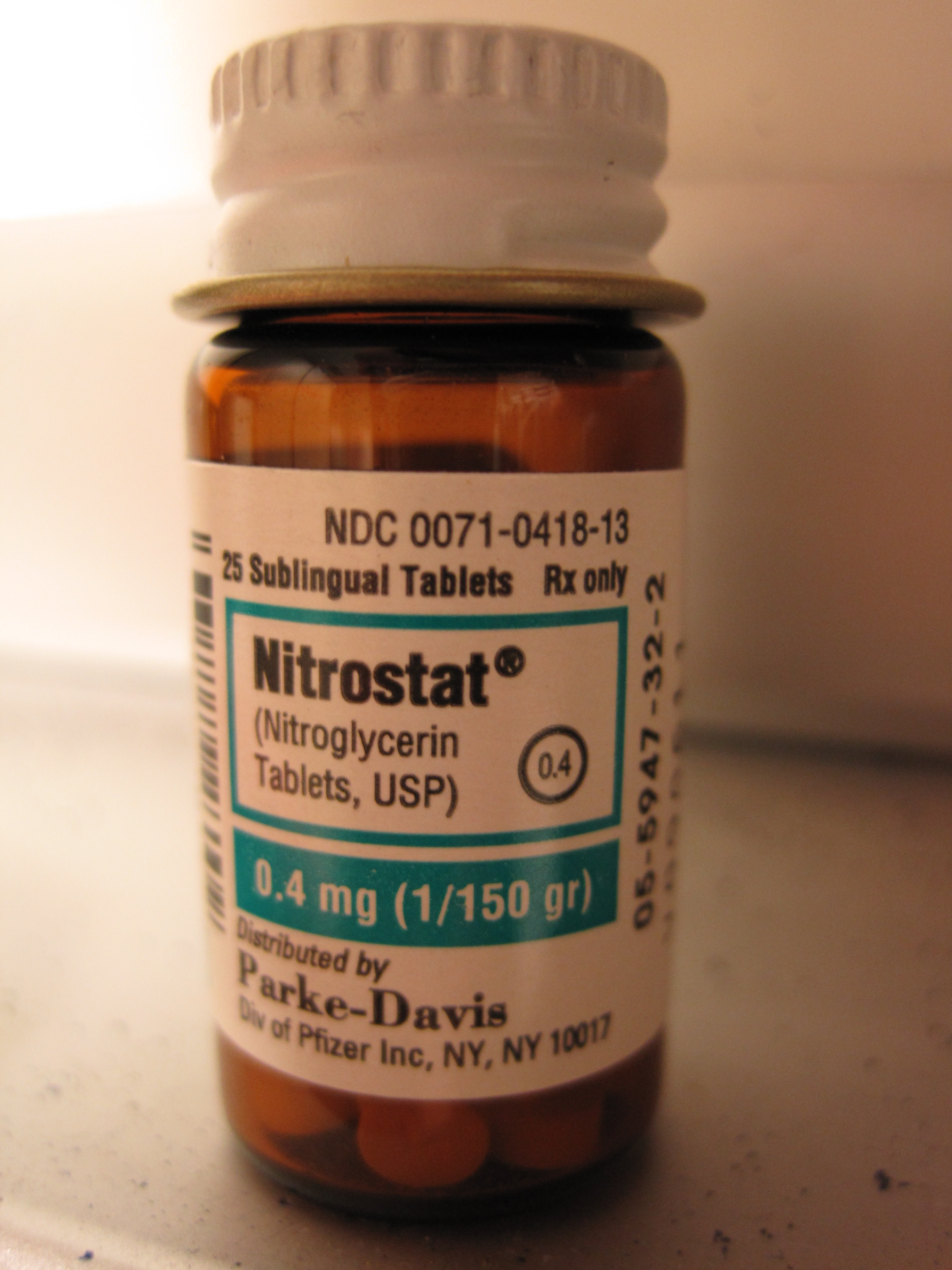
Pastilhas sublinguais de nitratos para serem usadas quando a via intravenosa não for acessível.

Deve ser tratado no hospital para redução gradual da hipertensão durante as primeiras 12-24h desde o diagnóstico. Várias classes de agentes anti-hipertensivos podem ser usadas, com escolha dependendo da etiologia da crise hipertensiva, da gravidade da elevação da pressão arterial e da pressão arterial habitual do paciente antes da crise hipertensiva. Não se deve reduzir a hipertensão em mais de 25% durante a primeira hora, pois a queda súbita pode causar isquemia cerebral, cardíaco ou renal.
Na maioria dos casos, é recomendado a administração intravenosa de nitroprussiato de sódio (0,25 µg/kg/minuto) ou labetalol (20 a 80 mg a cada 10 minutos) para reduzir a pressão arterial em 10% por hora até alcançar valores menores a 160mmHg por 110mmHg. Nitroglicerina (5 a 20 μg/min) é a primeira opção em caso de insuficiência cardíaca. O ritmo deve ser controlado por uma bomba de infusão. 
Além disso, uma cirurgia de emergência deve ser considerada nos casos de emergência hipertensão resistente devido à insuficiência renal em estágio terminal, nefrectomia ou embolização da artéria renal.